# Apanhada
 (juin 2023).
Si vous disposez d'ouvrages ou d'articles de référence ou si vous connaissez des sites web de qualité traitant du thème abordé ici, merci de compléter l'article en donnant les références utiles à sa vérifiabilité et en les liant à la section « Notes et références ».
 (juin 2021).
L'apanhada (saisie, en portugais) est l'un des balões (techniques de projection utilisées en capoeira) incorporés à la Capoeira Regional par Mestre Bimba, dont le concept est proche du tombo da ladeira. C'est une prise qui consiste à déséquilibrer son partenaire pendant un aú (roue) en se plaçant en dessous de lui quand il termine le mouvement pour le faire tomber vers l'avant, puis à le pousser vers le haut derrière soi.
On peut aussi faire tomber l'adversaire vers l'arrière en l'attrapant par la nuque ou les épaules, puis en le jetant vers l'arrière.
L'apanhada est le premier balão de la cintura desprezada.